# خورداو
خورداو (بالبرتغالية: Adelino Batista‏) هو لاعب كرة قدم برتغالي في مركز الوسط، ولد في 30 أغسطس 1971 في مالانجي في أنغولا. شارك مع منتخب البرتغال تحت 21 سنة لكرة القدم. أما مع النوادي، فقد لعب مع إستريلا دا أمادورا وسبورتينغ براغا ونادي بنفيكا ووست بروميتش ألبيون.

## وصلات خارجية
- خورداو على موقع قاعدة بيانات كرة القدم.إي يو (الإنجليزية)
- خورداو على موقع Soccerbase.com (لاعب) (الإنجليزية)
- خورداو على موقع عالم كرة القدم.نت (الإنجليزية)